# Свято-Николаевская братская церковь (Брест)
Свя́то-Никола́евская бра́тская це́рковь — православный храм в Бресте. Каменная церковь была возведена в 1904 году на средства Святейшего синода и многочисленных жертвователей, в первую очередь офицеров и моряков, участвовавших в русско-японской войне. Главный престол был посвящён святителю Николаю, в то время как остальные два освящены были в честь святого апостола Иакова Алфеева и во имя святой великомученицы Варвары. При храме действовали приют для беспризорников, приходская школа, столовая для бедных и ночлежный дом. Во время нахождения Бреста в составе Польской республики церковь продолжала действовать. Совместно с Русским обществом была открыта «Русская гимназия». В Великую Отечественную войну и в первые послевоенные десятилетия храм не прекращал свою деятельность. В 1961 году церковь была закрыта, и в её здании разместили местный архив. Попытки вернуть здание церкви предпринимались с конца 1980-х годов, и первая Божественная литургия была отслужена уже в январе 1990 года. В течение 1990-х годов храм был полностью восстановлен. Сейчас при храме действуют воскресная школа, три хора, сестричество милосердия, Православное молодёжное братство.
Свято-Николаевская братская церковь является крестово-купольным храмом с высокой восьмигранной звонницей, завершённой маковкой. Церковь представляет собой памятник Русско-византийского стиля с элементами московского церковного зодчества середины XVII века с традиционной четырёхчастной композицией. Своды в интерьере украшены росписями. В храме хранятся множество реликвий.

## История
В 1867 году было вновь возрождено Свято-Николаевское братство, основанное в 1591 году, стараниями членов которого на деньги жертвователей в 1885 году была сооружена деревянная Братская церковь. 14 июня 1894 года на свободные деньги братство решило при церкви открыть церковно-приходское училище. Однако уже в пожаре, охватившем Брест-Литовск 4—5 мая 1895 года, храм сгорел до основания, но при этом уцелела икона Святого Николая. После принятия решения 9 мая того же года о постройке новой, уже каменной церкви были возведены временный деревянный храм и каменная часовня (1903 год).
Автором проекта храма, вероятно, является гродненский губернский архитектор И. К. Плотников. В 1895—1896 годах проект находился на рассмотрении в губернаторстве: было отмечено несоответствие количества украшений смете. В 1897 году братство обратилось к верующим с обращением, в котором призывало посильно жертвовать на строительство храма. За средства отвечал председатель совета братства, податной инспектор, статский советник Семён Васильевич Парфененко, который сдавал их в брестское казначейство в сберегательную кассу на особую книжку. Строительство обошлось в 72 тысячи рублей. 25 тысяч рублей пожертвовал Святейший синод. Также источником средств для строительства стали пожертвования моряков и офицеров, участвовавших в русско-японской войне: святитель Николай считался их заступником. Были использованы средства братства в честь святителя Николая и Афанасия, преподобного игумена Брестского, прихожан, православных христиан Сербии и Болгарии. Остальную сумму внёс сам император Николай II. От него же церковь получила список погибших моряков для вечного поминовения. Помощь в возведении храма оказывал Пётр Столыпин. Возведение самого кирпичного храма относится к 1903—1906 годам или 1904—1906 годам. 6 [19] декабря 1906 года церковь была торжественно освящена. Главный престол был посвящён святителю Николаю, в то время как остальные два освящены были в честь святого апостола Иакова Алфеева и во имя святой великомученицы Варвары. В начале XX века проводились поминальные службы по жертвам русско-японской войны, включая экипаж крейсера «Варяг». В 1909 году при храме был открыт приют для беспризорников, при этом также оказывалась помощь нищим и инвалидам. В 1911 году была создана приходская школа, открылись столовая для бедных и ночлежный дом.

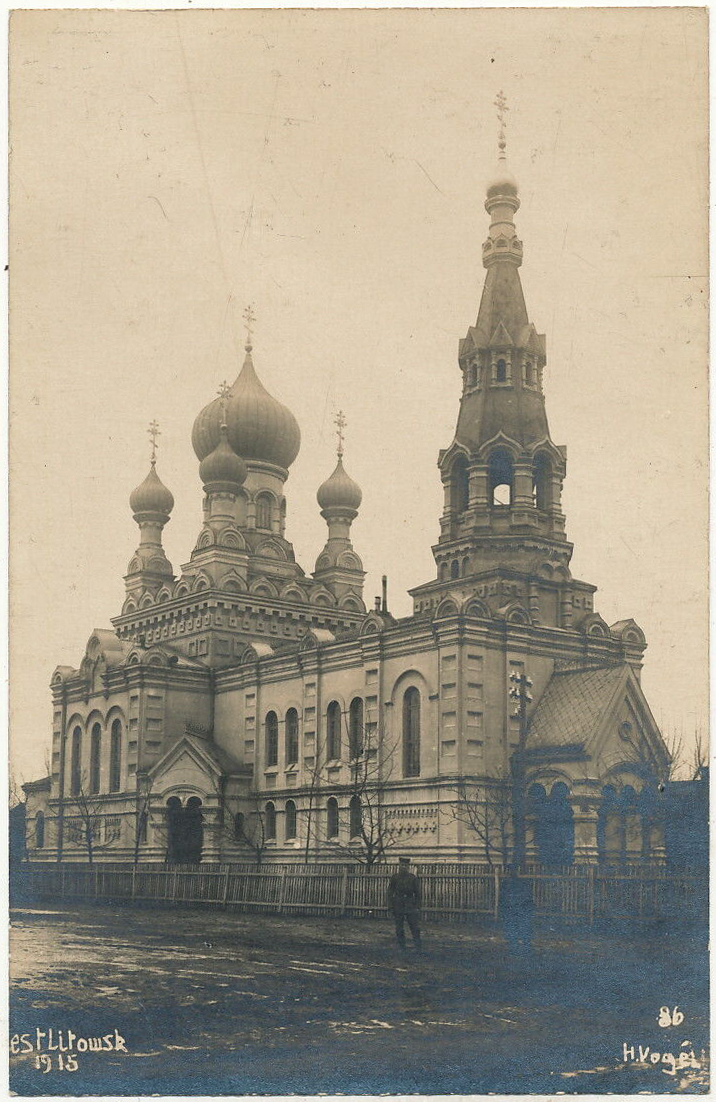
Храм в 1915 году

Первый настоятель церкви отец Сергий Товаров занимал данный пост вплоть до 1915 года, когда в связи с отступлением царской армии уехал из города. Возрождением духовной жизни прихода занялся следующий настоятель иеросхимонах Феофан (Нестерук), который до этого был насельником скита Яблочинского Свято-Онуфриевского монастыря на Белом Озере. После того как церковная деятельность была налажена, в 1919 году Феофан возвратился в монастырь, передав пост протоиерею Леониду Романскому. В 1922 году пост настоятеля занял протоиерей Константин Зноско, вернувшийся из эвакуации в Елец. Зноско принимал участие в строительстве самого храма и служил в нём до 1914 года, когда ушёл на фронт священником 8-го Финляндского полка. Ввиду нахождения Бреста в составе Польской республики настоятелю приходилось прикладывать много усилий для противостояния католической экспансии и полонизации. Так, совместно с Русским обществом он открыл «Русскую гимназию». После того как в 1938 году Константин Зноско ушёл на покой, должность настоятеля занял его сын протоиерей Митрофан Зноско-Боровский. Присоединение Западной Белоруссии к БССР повлекло за собой ущемление прав верующих, которые настоятель всячески отстаивал, за что неоднократно вызывался на допросы в НКВД. Во время Великой Отечественной войны протоиерей М. Зноско помогал нуждающимся и, как и ранее его отец, пытался защитить церковь от националистических посягательств, подогреваемых оккупационными властями. В июле 1944 года протоиерей эмигрировал, а пост настоятеля занял протоиерей Михаил Тарима, секретарь епископа Брестского Паисия (Образцова). В 1949 году по сфабрикованному обвинению в антисоветских проповедях настоятель был осуждён на 25 лет лишения свободы (освобождён в 1954 году). Вслед за этим последовала череда быстрых смен настоятелей: за небольшое время пост поочерёдно занимали протоиерей Георгий Реминский, протоиерей Иоанн Давидович и протоиерей Владимир Рункевич. При этом богослужение в храме не прерывалось. В эпоху «оттепели», несмотря на протесты верующих, власти стали требовать закрыть храм. Брестский областной совет депутатов трудящихся принял решение 639 о снятии с учёта действующей Никольской приходской церкви. После того как была отслужена последняя литургия, храм был закрыт. Это состоялось 14 ноября 1961 года. В апреле 1962 года для храма начался новый этап: с него последовательно спилили все кресты над куполами, при помощи металлических тросов разрушили иконостас, выкинули киоты с иконами и сбили кресты, служившие украшением фасада. Церковная утварь была собрана прихожанами и отнесена на сохранение в Свято-Симеоновский собор.
Вплоть до 1991 года здание храма использовалось как хранилище Государственного архива Брестской области. В 1980-е годы брестские верующие во главе с В. А. Петровым создали инициативную группу. Благодаря её действиям и ходатайству Д. С. Лихачёва в декабре 1988 года совет по делам религий в Москве зарегистрировал брестскую православную общину. Местные власти подняли вопрос о переносе архива, но он был со временем благополучно улажен, при этом верующие помогали в переезде учреждения. Благодаря новому настоятелю протоиерею Михаилу Сацюку (1951—1998) и инициативе верующих летом 1989 года на куполах храма были вновь воздвигнуты кресты. Были убраны внутренние перегородки и второй этаж, укреплена колокольня и повешены колокола. Первая Божественная литургия была отслужена 7 января 1990 года, в праздник Рождества Христова. 18 февраля того же года митрополит Минский и Гродненский, Патриарший Экзарх всея Беларуси Филарет (Вахромеев), епископы Брестский и Кобринский Константин (Хомич), Люблинский и Холмский Авель (Поплавский) освятили престол в честь святителя Николая Чудотворца. В сентябре 1993 года в храм нанёс визит Блаженнейший Василий (Дopoшкeвич), митрополит Варшавский и всея Польши.
Благодаря пожертвованиям прихожан и промышленных предприятий Бреста окончательно церковь была восстановлена, по одним данным, в 1994 году, а по другим — в 1996 году. Летом 1995 года состоялся визит в храм Святейшего Патриарха Московского и всея Руси Алексия II. Усилия настоятеля храма Михаила Сацюка по его восстановлению были высоко оценены Патриархом, который наградил протоиерея правом ношения митры. 12 октября 1998 года Михаил Сацюк был убит. Новый настоятель был назначен 15 октября того же года: им стал протоиерей Петр Романович. Во время настоятельства отца Петра его усилиями было возведено здание воскресной школы (в 2001 году), которая действует при храме с 1991 или с 1992 года, и открыта церковная библиотека.
23 июня 2001 года во время повторного визита в храм Святейший Патриарх Московский и всея Руси Алексий II отслужил в нём всенощное бдение, передав церкви образ святых Кирилла и Мефодия. В 2002 году церковь посетил Блаженнейший Савва (Грыцуняк), митрополит Варшавский и всея Польши. В том же году при приходе открылось сестричество милосердия, оказывающее помощь больным раком, больным Брестской районной больницы, малоимущим людям и инвалидам-колясочникам.
28 мая 2005 года по случаю 100-летия Цусимского сражения у церкви был открыт памятный знак в честь моряков. Освятил его епископ Брестский и Кобринский Иоанн (Хома). На памятном камне написан следующий текст: «Морякам участникам русско-японской войны 1904—1905, их семьям с благодарностью за строительство храма и в память 100-летия Цусимского сражения». Установленные мемориальная плита и якорь призваны напоминать о погибших моряках. Кроме того, в притворе храма установлены мраморные доски с высеченными золотыми буквами именами свыше тридцати моряков — документально подтверждённых уроженцев Брестчины, погибших в русско-японскую войну.
В 2006 году при храме было образовано Православное молодёжное братство в честь святителя Николая. В 2008 году братчики начали издание приходской, информационно-просветительской газеты «Братский листок». В апреле того же года был открыт приходской интернет-сайт.
22 мая 2006 года, по случаю столетнего юбилея Никольского храма, в Брест прибыл с апостольским визитом Предстоятель Белорусской Православной Церкви митрополит Минский и Слуцкий Патриарший Экзарх всея Беларуси Филарет. Ему сослужили Высокопреосвященнейший Стефан (Корзун), архиепископ Пинский и Лунинецкий, и Иоанн, епископ Брестский и Кобринский.
При церкви действуют три хора, принимающие участие в богослужениях: профессиональный или большой хор, малый клирос и детско-юношеский хор воспитанников воскресной школы.

## Архитектура

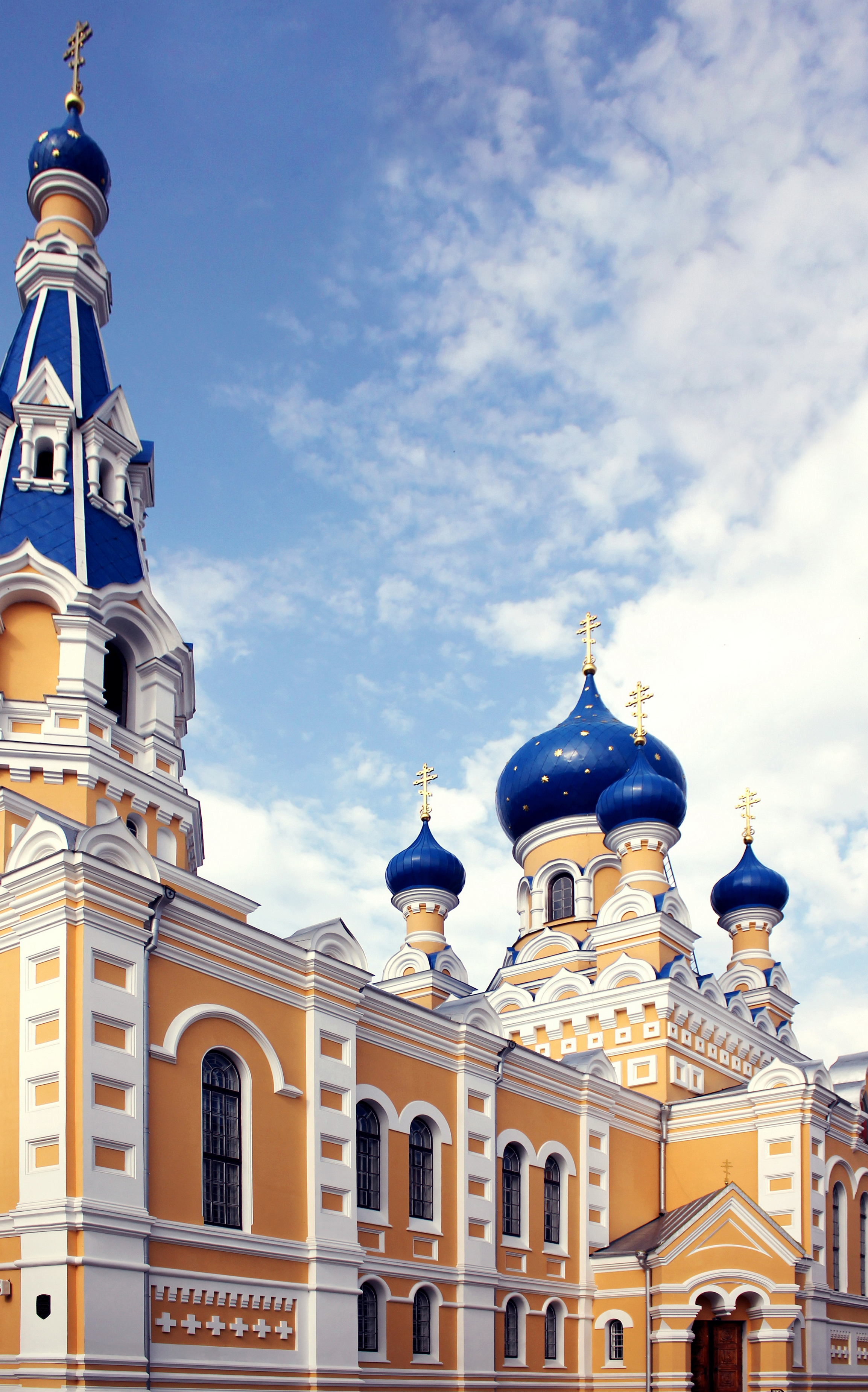
Вид сбоку

Для крестово-купольного храма, построенного на высоком цоколе, характерна продольно-осевая объёмно-пространственная композиция. Доминирующим элементом в ней является высокая восьмигранная звонница, имеющая открытый верхний ярус-звон. Завершением последнему служит высокий шатёр с маковкой на восьмигранном барабане. Объединяющим элементом между звонницей и центральным двухъярусным объёмом является протяжённая трапезная. Для разделения последней на два яруса были использованы ряды арочных оконных проёмов. Завершением же кубовидного объёма средокрестия служит живописное пятикуполье. Центральному куполу, который, как и остальные, покоится на цилиндрическом барабане, был придан шлемовидный облик. С востока центральный объём смыкается с пятигранной апсидой с боковыми ризницами. Для подчёркивания главного входа используется монументальная паперть, имеющая вид трёхпролётных висячих аркатур, а на мощных столбах расположен двухгранный щит. Аналогичное решение, хоть и в уменьшенном виде, было применено для угловых входов центрального объёма. Для оформления имеющих разный размер арочных оконных проёмов используются плоскостные наличники и филёнки. Декор выполнен с использованием элементов древнерусского зодчества: кокошников, килевидных арок, филёнчатых лопаток, квадратных розеток, бочкообразных фигурных колонок и зубчатых фризов. Для выделения цокольной части храма применён многослойный архитектурный облом. Двухъярусный основной объём, по мнению некоторых исследователей, имеет различную для ярусов трактовку в архитектурно-декоративном плане. Так, звоннице и пятикуполью второго яруса противопоставляются плоские стены, для расчленения которых использованы филёнковые лопатки с килевидными завершениями, и арочные проёмы первого яруса.
Своды в интерьере украшены росписями. Апсиду отделяет трёхъярусный деревянный иконостас.
Церковь является памятником русско-византийского стиля с элементами московского церковного зодчества середины XVII века с традиционной четырёхчастной композицией. К элементам московского зодчества относят шатровую звонницу с луковичной главкой, восьмигранный ярус-звон, для которого применены арочные проёмы с килевидными обрамлениями. По мнению И. Н. Слюньковой, храм был построен по проекту церкви-базилики.
| Между 1915 и 1918 годами | Между 1915 и 1918 годами | Между 1915 и 1918 годами | Декабрь 1917 |

## Реликвии
Храм является местом хранения образа Николая Чудотворца (в алтаре) и мощей преподобномученика Афанасия Филипповича. Последние оставлены в дар Святейшим Патриархом Московским и всея Руси Алексием II. В число культовых реликвий входят частица древа Животворящего Креста Господня, на котором распяли Иисуса Христа, саккос святителя и чудотворца Феодосия Черниговского, подаренный митрополитом Черниговским и Нежинским Антонием 2 октября 1993 года, и другие. Особого почитания удостоено Святое Распятие с частицей камня Голгофы из Иерусалима. Частица камня из Голгофы была привезена покойным настоятелем протоиереем Михаилом Сацюком из Иерусалима в 1995 году. Кроме того, в храме имеются икона с мощами святителя Корнилия Иркутского, «иконостас» с несколькими святынями: частичками камня Гроба Господня, Креста Животворящего, мощей святых мучеников Пантелеимона, Евфимия, Акакия, Евстафия. В 1999 году в храм была доставлена частица мощей святителя Феодосия Черниговского. Образ Николая Чудотворца был передан церкви служителями музея «Спасённые художественные ценности» после конфискации иконы на таможне.

## Брестская русская гимназия
После ухода немецких войск из Бреста в феврале 1919 года в городе была установлена власть возрождённого Польского государства. Польские власти постепенно национализировали все здания, государственные и частные, которые предназначались и использовались для образования. В этих условиях приход Братской церкви отдал в безвозмездное использование на своей территории небольшое здание и две подсобные постройки. В них смогли разместить 8 классов гимназии, 3 класса начальной школы, учебные, преподавательские и административные кабинеты, санузел и т. д. В связи с быстрым ростом учащихся в обеих школах перешли на две смены, ввели параллельные классы, в некоторых из классах училось свыше 50 учеников. В результате руководство школьного округа пригрозило закрыть гимназию «из-за несоответствия условий работы министерским инструкциям». Чтобы исправить положение, приход Братской церкви предоставил новый участок. При помощи пожертвований со стороны верующих и церковной помощи были собраны средства на постройку нового здания гимназии.

## Комментарии
1. ↑  В 1990 году исследователь А. Н. Кулагин относил постройку кирпичного храма ко второй половине XIX века (до 1880 года). См.: Кулагин А. Н. Братская Николаевская церковь // Свод памятников истории и культуры Белоруссии. Брестская область. — Минск: БелСЭ, 1990. — С. 44—45. — 424 с. — 25 000 экз. — ISBN 5-85700-017-3.
2. ↑  В то же время, по данным исследователя Валентина Смаля, последняя литургия состоялась 4 ноября 1961 года. См.: Смаль В. Вековые купола // Вечерний Брест. — 2006. — № 40 (19 май). — С. 7.
3. ↑  По другим данным, 31 мая 1962 года. См.: Ролич О. Свято-Николаевская братская церковь г. Бреста // Заря. — 2006. — 13 май. — С. 10.

### На белорусском языке
- Кулагін А. М. Праваслаўныя храмы Беларусі : энцыклапедычны даведнік. — Минск: БелЭн, 2007. — ISBN 978-985-11-0389-4.
- Кулагін А. М. Праваслаўныя храмы на Беларусі : энцыклапедычны даведнік. — Минск: БелЭн, 2001. — 328 с. — ISBN 985-11-0190-7.
- Кулагін А. М. Эклектыка. Архітэктура Беларусі другой паловы XIX — пачатку XX ст.. — Минск: Ураджай, 2000. — ISBN 985-04-0350-0.
- Лаўрэцкі Г. А. Брэсцкая брацкая царква // Архітэктура Беларусі. — Минск: БелЭн, 1993. — С. 87—88. — 620 с. — ISBN 5-85700-078-5.

### На русском языке
- Адамянц-Подъяков В. Золотое сечение храма: пешком в историю // Брестский курьер. — 2002. — № 9 (574). — С. 8.
- Бородина О. Мой Дом, домом молитвы наречется… // Заря. — 1996. — № 147 (11948) (21 декабрь).
- Брест: энциклопедический справочник / Редкол. И. П. Шамякин (гл. ред.) и др. — Минск: БелСЭ, 1987. — ISBN 5-85700-015-7.
- Кулагин А. Н. Братская Николаевская церковь // Свод памятников истории и культуры Белоруссии. Брестская область. — Минск: БелСЭ, 1990. — С. 44—45. — 424 с. — 25 000 экз. — ISBN 5-85700-017-3.
- Монтвилов М. В. Русская гимназия в Бресте на Буге, 1919—1939. — Ним — Брест — Минск, 1996. — 119 с.
- Ролич О. Свято-Николаевская братская церковь г. Бреста // Заря. — 2006. — 13 май. — С. 10.
- Слюнькова И. Н. Храмы и монастыри Беларуси XIX века в составе Российской империи. Пересоздание наследия. — М.: Прогресс-Традиция, 2009.
- Смаль В. Вековые купола // Вечерний Брест. — 2006. — № 40 (19 май). — С. 7.
- Туристская энциклопедия Беларуси / редкол.: Г. П. Пашков [и др.]; под общ. ред. И. И. Пирожника. — Минск: БелЭн, 2007. — 648 с. — ISBN 978-985-11-0384-9.